# Heteragrion luisfelipei
Heteragrion luisfelipei – gatunek ważki z rodziny Heteragrionidae.